# 7935 Beppefenoglio
7935 Beppefenoglio eller 1990 EZ5 är en asteroid i huvudbältet som upptäcktes den 1 mars 1990 av den belgiske astronomen Henri Debehogne vid La Silla-observatoriet. Den är uppkallad efter den italienska författaren Beppe Fenoglio.
Asteroiden har en diameter på ungefär 13 kilometer och den tillhör asteroidgruppen Themis.